# Саліна (льодовик)
Саліна (нім. Saleinagletscher, фр. Glacier de Saleina, Glacier de Saleinaz) — льодовик завдовжки 6,3 км (станом на 2002 р.), лежить у масиві Монблан, що у Пеннінських Альпах, кантон Вале (Швейцарія). У 1973 році мав площу 8,57 км².